# Rue Philibert-Delorme (Lyon)
Pour les articles homonymes, voir Rue Philibert-Delorme.
La rue Philibert-Delorme est une rue du quartier des pentes de la Croix-Rousse dans le 1er arrondissement de Lyon, en France.

## Situation et accès
La rue débute rue Magneval, au niveau des escaliers qui monte vers la place Bellevue, et se termine rue des Fantasques en face de la montée Coquillat. La circulation se fait dans le sens inverse de la numérotation et à double-sens cyclable avec un stationnement d'un seul côté.

## Origine du nom
Philibert Delorme (1514-1570) est un architecte lyonnais de la Renaissance dont la statue se trouve sur la fontaine de la place des Jacobins.

## Histoire
En 1825, Louis-Benoit Coillet, voyer de Lyon, élabore un plan pour ouvrir de nouvelles rues dans plusieurs clos des pentesdont le clos Bodinqui était sur l'ancien terrain du couvent des Colinettes. Après la création de la rue, le conseil municipal décide de lui donner son nom le 18 juin 1829.